# جرالد پی. نای
جرالد پی. نای (به انگلیسی: Gerald P. Nye) سناتور سابق عضو حزب جمهوری‌خواه ایالات متحده آمریکا بود. وی در سال ۱۹۲۵ تا ۱۹۴۵ میلادی سناتور ایالت داکوتای شمالی در سنای ایالات متحده آمریکا بود.